# Punished
Pour plus de détails, voir Fiche technique et Distribution.
Punished (報應, Bou ying) est un thriller hongkongais sorti en 2011, produit par Johnnie To et réalisé par Law Wing-cheong.

## Synopsis
La fille d’un riche homme d’affaires arrogant est kidnappée, et tuée. Le père cherche à se venger…

## Distribution
- Anthony Wong : Wong Ho-chiu
- Richie Ren : Chor
- Janice Man : Daisy
- Maggie Cheung Ho-yee : Mme. Wong
- Candy Lo : May
- Jun Kung
- Lam Lei : Pang
- Elena Kong